# Magdalena Chłopecka
Magdalena Chłopecka – polska lekarz weterynarii, doktor habilitowany nauk weterynaryjnych, profesor w Szkole Głównej Gospodarstwa Wiejskiego w Warszawie, specjalistka od toksykologii.

## Kariera naukowa
W 1999 roku na Wydziale Medycyny Weterynaryjnej Szkoły Głównej Gospodarstwa Wiejskiego w Warszawie uzyskała tytuł lekarza weterynarii. W tym samym roku została zatrudniona na tymże wydziale, a w 2007 roku uzyskała na nim stopień doktora nauk weterynaryjnych na podstawie rozprawy pt. Ocena przydatności izolowanych wycinków jelita czczego jako alternatywnego modelu doświadczalnego do badania działania ksenobiotyków po narażeniu per os, której promotorem była Maria Wiechetek. W 2019 roku ten sam wydział nadał jej stopień doktora habilitowanego nauk weterynaryjnych na podstawie pracy pt. Ocena wpływu pestycydów na aktywność motoryczną przewodu pokarmowego w warunkach in vitro na przykładzie glifosatu i piryproksyfenu.